# Ulrich Vogt (Autor)

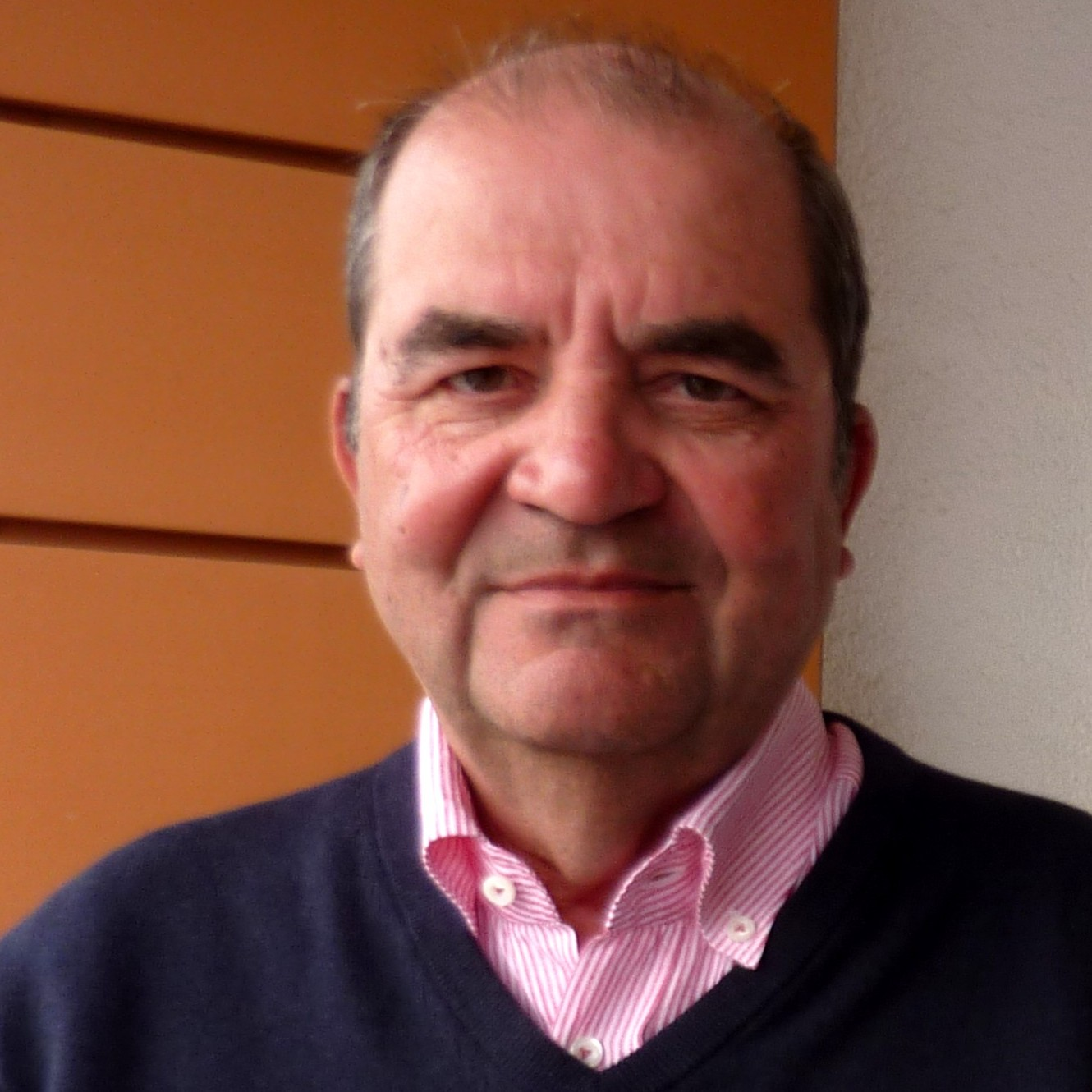
Ulrich Vogt (2013)

Ulrich Vogt (* 15. Mai 1941 in Paderborn) ist ein deutscher Sachbuchautor und Didaktiker.

## Leben
Ulrich Vogt wuchs bis zu seinem 18. Lebensjahr in Soest in Westfalen auf. Er besuchte dort die Grundschule „Wieseschule“ und das Archigymnasium. Nach dem Umzug seiner Familie nach Paderborn wurde er Schüler des dortigen Reismann-Gymnasiums, an dem er 1962 sein Abitur machte. An den Pädagogischen Hochschulen von Münster und Bielefeld studierte Ulrich Vogt die Fächer Kunsterziehung, Deutsch, Mathematik und Sport. 1965 bestand er in Bielefeld seine Erste Staatsprüfung und wurde kurz darauf Lehrer an der damals noch achtklassigen Volksschule Schwaney. Gleich nach der Zweiten Staatsprüfung im Jahr 1968 wurde er Fachleiter für Kunst am damals neu gegründeten Bezirksseminar für Lehrerausbildung. Im gleichen Jahr begann er als Lehrer an der Bonifatius-Hauptschule in Paderborn.
Vogt hatte sieben Jahre lang einen Lehrauftrag für die Didaktik der Kunsterziehung an der Pädagogischen Hochschule Westfalen-Lippe, Standort Paderborn und der Universität Paderborn, war 34 Jahre lang Fachleiter für Kunst am Studienseminar für Lehrerausbildung in Paderborn und fünf Jahre lang ehrenamtlicher Chefredakteur der Zeitschrift Photographica Cabinett. Er ist seit 1962 verheiratet und hat zwei Kinder. Das Buch Der Würfel ist gefallen – 5000 Jahre rund um den Kubus ist sein bisher zehntes Sachbuch. Es ist wie sein 2009 erschienenes Buch Zahlen, bitte! – Ein mathematisches Bilderbuch ebenfalls in Zusammenarbeit mit dem Paderborner Heinz Nixdorf MuseumsForum entstanden. Weitere Publikationen gibt es zu den Bereichen Paderborner Stadtgeschichte, deutsche Kamerageschichte (Rollei) und Computerarbeit mit Grundschulkindern. Im Jahr 2002 ging Ulrich Vogt nach fast 40 Dienstjahren in den Ruhestand.

## Werke (Auswahl)
- mit Jörg Eikmann: Kameras für Millionen, Heinz Waaske, Konstrukteur für Rollei, Voigtländer, Minox und Robot. Wittig Verlag, Hückelhoven 1996, ISBN 3-930359-56-1.
- Wie Bonni und Logi mit Word kreativ schreiben und zeichnen. Ein Computerkurs für  Kinder ab dem 3. Schuljahr. Verlag Schöningh, Paderborn 2001, ISBN 3-14-014050-9.
- Wie Bonni, Logi und Harald im Internet surfen – Ein interaktiver Computerkurs für Kinder vom 3. bis 6. Schuljahr. Verlag Schöningh, Paderborn 2001, ISBN 3-14-014051-7.
- Farbiges Paderborn – einst und jetzt, Spurensuche in einer alten Stadt mit Farbfotos von 1937, 1981 und 2002. Paderborn, 2003, 2. Auflage, ISBN 3-929507-14-5.
- Die Kinder vom Ikenberg, Paderborn im Zweiten Weltkrieg. H & S Verlag, Paderborn 2003, ISBN 3-929507-15-3.
- Das Paderborner ABC –  Buchstaben als Spuren der Geschichte einer alten Stadt. H & S Verlag, Paderborn 2005, ISBN 3-929507-17-X.
- PC-Kunst-Stücke mit Bonni und Logi – Kreative Ideen für den fächerübergreifenden Computerunterricht mit Kindern. Verlag Schöningh, Paderborn 2006, ISBN 3-14-014052-5.
- ABC-WELTEN fächerübergreifend erfahrbar machen. Verlag Schöningh, Paderborn 2007, ISBN 978-3-14-013240-4.
- Zahlen, bitte! – Ein mathematisches Bilderbuch. Uvo Verlag, Paderborn 2009, ISBN 978-3-00-027080-2.
- Der Würfel ist gefallen – 5000 Jahre rund um den Kubus. Georg Olms Verlag, Hildesheim / Zürich / New York 2012, ISBN 978-3-487-08518-0.
- Goethe-Bilder auf … Postkarten, Briefmarken, Geldscheinen, Sammelbildern, Stereofotos, Bierdeckeln. Georg Olms Verlag, Hildesheim / Zürich / New York, 2016, ISBN 978-3-487-08572-2.
- Mein Paderborn in Farbe – Fotoschätze aus mehr als 100 Jahren. Bonifatius Verlag, Paderborn, 2017, ISBN 978-3-89710-748-9.
- Das Paderborner ABC – Buchstaben als Spuren der Geschichte einer alten Stadt. Neuauflage, Bonifatius Verlag, Paderborn, 2018, ISBN 978-3-89710-806-6.
- mit Andreas Gaidt und Wilhelm Grabe: Paderborn in Farbe 5.0 – Von frühen Farbaufnahmen bis zu heutigen Digitalfotografien. Bonifatius Verlag, Paderborn, 2019, ISBN 978-3-89710-824-0.
- Dresden in Farbe – Farbfotografien von der Vorkriegszeit, Kriegszeit und frühen Nachkriegszeit bis zur Gegenwart. Thelem Universitätsverlag Dresden, 2022, ISBN 978-3-95908-569-4